# Baggao
Baggao ist eine Stadtgemeinde in der philippinischen Provinz Cagayan. Die Gemeinde liegt im Osten der Provinz. Im Jahre 2015 zählte das 990 km² große Gebiet 82.782 Menschen, wodurch sich eine Bevölkerungsdichte von 84 Einwohnern pro km² ergibt.
Baggao ist in die folgenden 48 Baranggays aufgeteilt:
| - Adaoag - Agaman - Agaman Norte - Agaman Sur*Alba - Annayatan - Asassi - Asinga-Via - Awallan - Bacagan - Bagunot - Barsat East - Barsat West - Bitag Grande - Bitag Pequeño - Bunugan - Canagatan | - Carupian - Catugay - C. Verzosa - Dabbac Grande - Dalin - Dalla - Hacienda Intal - Ibulo - Imurong - J. Pallagao - Lasilat - Mabini - Masical - Mocag - Nangalinan - Poblacion | - Remus - San Antonio - San Francisco - San Isidro - San Jose - San Miguel - San Vicente - Santa Margarita - Santor - Taguing - Taguntungan - Tallang - Temblique - Taytay - Tungel |